# Aftermath (band)

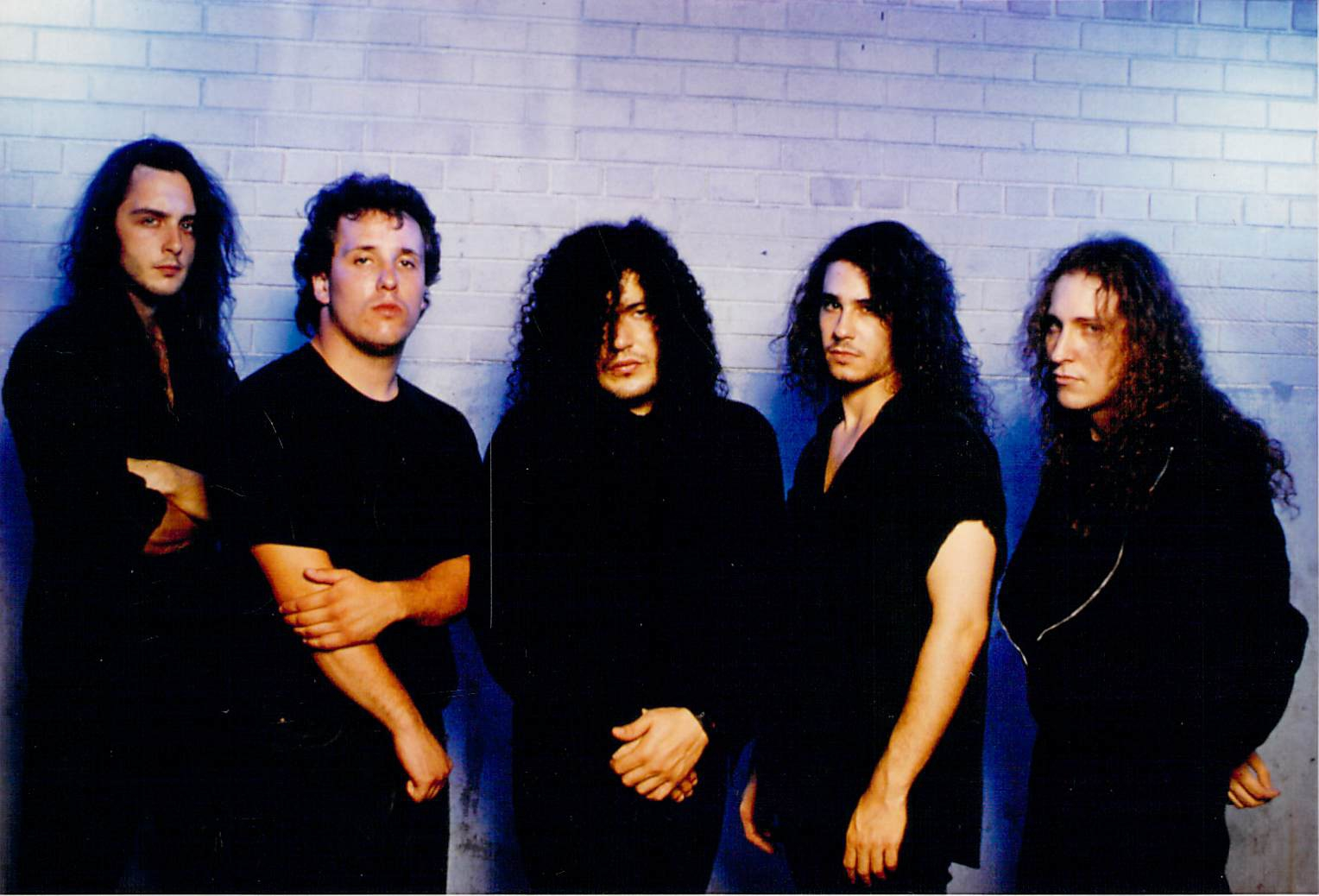
Aftermath uit Chicago, Illinois

Aftermath is een Amerikaanse progressieve metalband. De band bracht slechts één album uit en verdween dan van het toneel. In 2015 kwam de band weer bij elkaar.

## Artiesten
- Kyriakos Tsiolis - zang
- Steve Sacco - gitaar
- John Lovette - gitaar
- Chris Waldron - basgitaar
- Ray Schmidt - drums

## Discografie (selectie)

### Demo's
- Sentenced To Death (1986)
- Killing the Future (1987)
- Words that Echo Fear (1989)
- Promo '96 (1996)

### Studioalbums
- Eyes Of Tomorrow (Thermometer / Zoid rec.) 1994[1]
- Mother God Moviestar (Interscope) 1998 (als 'God Moviestar')
- There is Something Wrong (2019)